# Drugi rząd Sebastiána Piñery
Drugi rząd Sebastiána Piñery – gabinet pod kierownictwem prezydenta Sebastiána Piñery, sprawujący władze w Chile od 11 marca 2018 do 11 marca 2022.
Rząd tworzyła prawicowa koalicja prezydenckiej partii Odnowa Narodowa i 3 innych partii konserwatywnych i liberalnych.
Ministrowie Chile i urzędnicy w randzie ministra według precedencji:
| Ministerstwa/urzędy                                 | Ministrowie/urzędnicy w randze ministra | Partia | Czas pełnienia funkcji                |
| --------------------------------------------------- | --------------------------------------- | ------ | ------------------------------------- |
| minister administracji i bezpieczeństwa publicznego | Andrés Chadwick Piñera                  | UDI    | 11 marca 2018-28 października 2019    |
| minister administracji i bezpieczeństwa publicznego | Gonzalo Blumel Mac-Iver                 | EVOP   | 28 października 2019-28 lipca 2020    |
| minister administracji i bezpieczeństwa publicznego | Víctor Pérez Varela                     | UDI    | 28 lipca 2020-3 listopada 2020        |
| minister administracji i bezpieczeństwa publicznego | Juan Francisco Galli Basili (p.o.)      | RN     | 3 listopada 2020-4 listopada 2020     |
| minister administracji i bezpieczeństwa publicznego | Rodrigo Delgado Mocarquer               | UDI    | 4 listopada 2020-11 marca 2022        |
| minister spraw zagranicznych                        | Roberto Ampuero Espinoza                | EVOP   | 11 marca 2018-13 czerwca 2019         |
| minister spraw zagranicznych                        | Teodoro Ribera Neumann                  | RN     | 13 czerwca 2019-28 lipca 2020         |
| minister spraw zagranicznych                        | Andrés Allamand Zavala                  | RN     | 28 lipca 2020-6 lutego 2022           |
| minister spraw zagranicznych                        | Carolina Valdivia Torres (p.o.)         | niez.  | 6 lutego 2022-11 marca 2022           |
| minister obrony narodowej                           | Alberto Espina Otero                    | RN     | 11 marca 2018-28 lipca 2020           |
| minister obrony narodowej                           | Mario Desbordes Jiménez                 | RN     | 28 lipca 2020-17 grudnia 2020         |
| minister obrony narodowej                           | Baldo Prokurica Prokurica               | RN     | 17 grudnia 2020-11 marca 2022         |
| minister finansów                                   | Felipe Larraín Bascuñán                 | niez.  | 11 marca 2018-28 października 2019    |
| minister finansów                                   | Ignacio Briones Rojas                   | EVOP   | 28 października 2019-26 stycznia 2021 |
| minister finansów                                   | Rodrigo Cerda Norambuena                | niez.  | 26 stycznia 2021-11 marca 2022        |
| minister sekretarz generalny prezydencji            | Gonzalo Blumel Mac Iver                 | EVOP   | 11 marca 2018-28 października 2019    |
| minister sekretarz generalny prezydencji            | Felipe Ward Edwards                     | UDI    | 28 października 2019-4 czerwca 2020   |
| minister sekretarz generalny prezydencji            | Claudio Alvarado Andrade                | UDI    | 4 czerwca 2020-28 lipca 2020          |
| minister sekretarz generalny prezydencji            | Cristián Monckeberg Bruner              | RN     | 28 lipca 2020-6 stycznia 2021         |
| minister sekretarz generalny prezydencji            | Juan José Ossa Santa Cruz               | RN     | 6 stycznia 2021-11 marca 2022         |
| minister sekretarz generalny rządu                  | Cecilia Pérez Jara                      | RN     | 11 marca 2018-28 października 2019    |
| minister sekretarz generalny rządu                  | Karla Rubilar Barahona                  | niez.  | 28 października 2019-28 lipca 2020    |
| minister sekretarz generalny rządu                  | Jaime Bellolio Avaria                   | UDI    | 28 lipca 2020-11 marca 2022           |
| minister gospodarki, rozwoju i turystyki            | José Ramón Valente Vías                 | niez.  | 11 marca 2018-13 czerwca 2019         |
| minister gospodarki, rozwoju i turystyki            | Juan Andrés Fontaine Talavera           | niez.  | 13 czerwca 2019-28 października 2019  |
| minister gospodarki, rozwoju i turystyki            | Lucas Palacios Covarrubias              | UDI    | 28 października 2019-11 marca 2022    |
| minister rozwoju społecznego i rodziny              | Alfredo Moreno Charme                   | niez.  | 11 marca 2018-13 czerwca 2019         |
| minister rozwoju społecznego i rodziny              | Sebastián Sichel Ramírez                | niez.  | 13 czerwca 2019-4 czerwca 2020        |
| minister rozwoju społecznego i rodziny              | Cristián Monckeberg Bruner              | RN     | 4 czerwca 2020-28 lipca 2020          |
| minister rozwoju społecznego i rodziny              | Karla Rubilar Barahona                  | niez.  | 28 lipca 2020-11 marca 2022           |
| minister edukacji                                   | Gerardo Varela Alfonso                  | niez.  | 11 marca 2018-9 sierpnia 2018         |
| minister edukacji                                   | Marcela Cubillos Sigall                 | UDI    | 9 sierpnia 2018- 28 lutego 2020       |
| minister edukacji                                   | Raúl Figueroa Salas                     | niez.  | 28 lutego 2020-11 marca 2022          |
| minister sprawiedliwości i praw człowieka           | Hernán Larraín Fernández                | UDI    | 11 marca 2018-11 marca 2022           |
| minister pracy i prognoz społecznych                | Nicolás Monckeberg Díaz                 | RN     | 11 marca 2018-28 października 2019    |
| minister pracy i prognoz społecznych                | María José Zaldívar Larraín             | niez.  | 28 października 2019- 7 kwietnia 2021 |
| minister pracy i prognoz społecznych                | Patricio Melero Abaroa                  | UDI    | 7 kwietnia 2021-11 marca 2022         |
| minister robót publicznych                          | Juan Andrés Fontaine Talavera           | niez.  | 11 marca 2018-13 czerwca 2019         |
| minister robót publicznych                          | Alfredo Moreno Charme                   | niez.  | 13 czerwca 2019-11 marca 2022         |
| minister zdrowia                                    | Emilio Santelices Cuevas                | niez.  | 11 marca 2018-13 czerwca 2019         |
| minister zdrowia                                    | Jaime Mañalich Muxi                     | niez.  | 13 czerwca 2019-13 czerwca 2020       |
| minister zdrowia                                    | Enrique Paris Mancilla                  | niez.  | 13 czerwca 2020-11 marca 2022         |
| minister mieszkalnictwa i rozwoju miast             | Cristián Monckeberg Bruner              | RN     | 11 marca 2018-4 czerwca 2020          |
| minister mieszkalnictwa i rozwoju miast             | Felipe Ward Edwards                     | UDI    | 4 czerwca 2020-11 marca 2022          |
| minister rolnictwa                                  | Antonio Walker Prieto                   | EVOP   | 11 marca 2018-6 stycznia 2021         |
| minister rolnictwa                                  | María Emilia Undurraga Marimón          | EVOP   | 6 stycznia 2021-11 marca 2022         |
| minister górnictwa                                  | Baldo Prokurica Prokurica               | RN     | 11 marca 2018-17 grudnia 2020.        |
| minister górnictwa                                  | Juan Carlos Jobet Eluchans              | niez.  | 17 grudnia 2020-11 marca 2022         |
| minister transportu i komunikacji                   | Gloria Hutt Hesse                       | EVOP   | 11 marca 2018-11 marca 2022           |
| minister dóbr narodowych                            | Felipe Ward Edwards                     | UDI    | 11 marca 2018-28 października 2019    |
| minister dóbr narodowych                            | Julio Isamit Díaz                       | UDI    | 28 października 2019-11 marca 2022    |
| minister energii                                    | Susana Jiménez Schuster                 | niez.  | 11 marca 2018-13 czerwca 2019         |
| minister energii                                    | Juan Carlos Jobet Eluchans              | niez.  | 13 czerwca 2019-11 marca 2022         |
| minister środowiska                                 | Marcela Cubillos Sigall                 | UDI    | 11 marca 2018-9 sierpnia 2018         |
| minister środowiska                                 | Carolina Schmidt Zaldívar               | niez.  | 9 sierpnia 2018-22 listopada 2021     |
| minister środowiska                                 | Javier Naranjo Solano                   | niez.  | 22 listopada 2021-11 marca 2022       |
| minister sportu                                     | Pauline Kantor Pupkin                   | EVOP   | 11 marca 2018-28 października 2019    |
| minister sportu                                     | Cecilia Pérez Jara                      | RN     | 28 października 2019-11 marca 2022    |
| minister ds. kobiet i równości płci                 | Isabel Plá Jarufe                       | UDI    | 11 marca 2018-13 marca 2020           |
| minister ds. kobiet i równości płci                 | Carolina Cuevas Merino (p.o.)           | RN     | 13 marca 2020-6 maja 2020             |
| minister ds. kobiet i równości płci                 | Macarena Santelices Cañas               | UDI    | 6 maja 2020-9 czerwca 2020            |
| minister ds. kobiet i równości płci                 | Mónica Zalaquett Said                   | UDI    | 9 czerwca 2020-11 marca 2022          |
| minister kultury, sztuki i dziedzictwa              | Alejandra Pérez Lecaros                 | niez.  | 11 marca 2018-9 sierpnia 2018         |
| minister kultury, sztuki i dziedzictwa              | Mauricio Rojas Mullor                   | niez.  | 9 sierpnia 2018-13 sierpnia 2018      |
| minister kultury, sztuki i dziedzictwa              | Consuelo Valdés Chadwick                | niez.  | 13 sierpnia 2018-11 marca 2022        |
| minister nauki, technologii, wiedzy i innowacji     | Andrés Couve Correa                     | niez.  | 17 grudnia 2018-11 marca 2022         |